# Christiaan Huygens

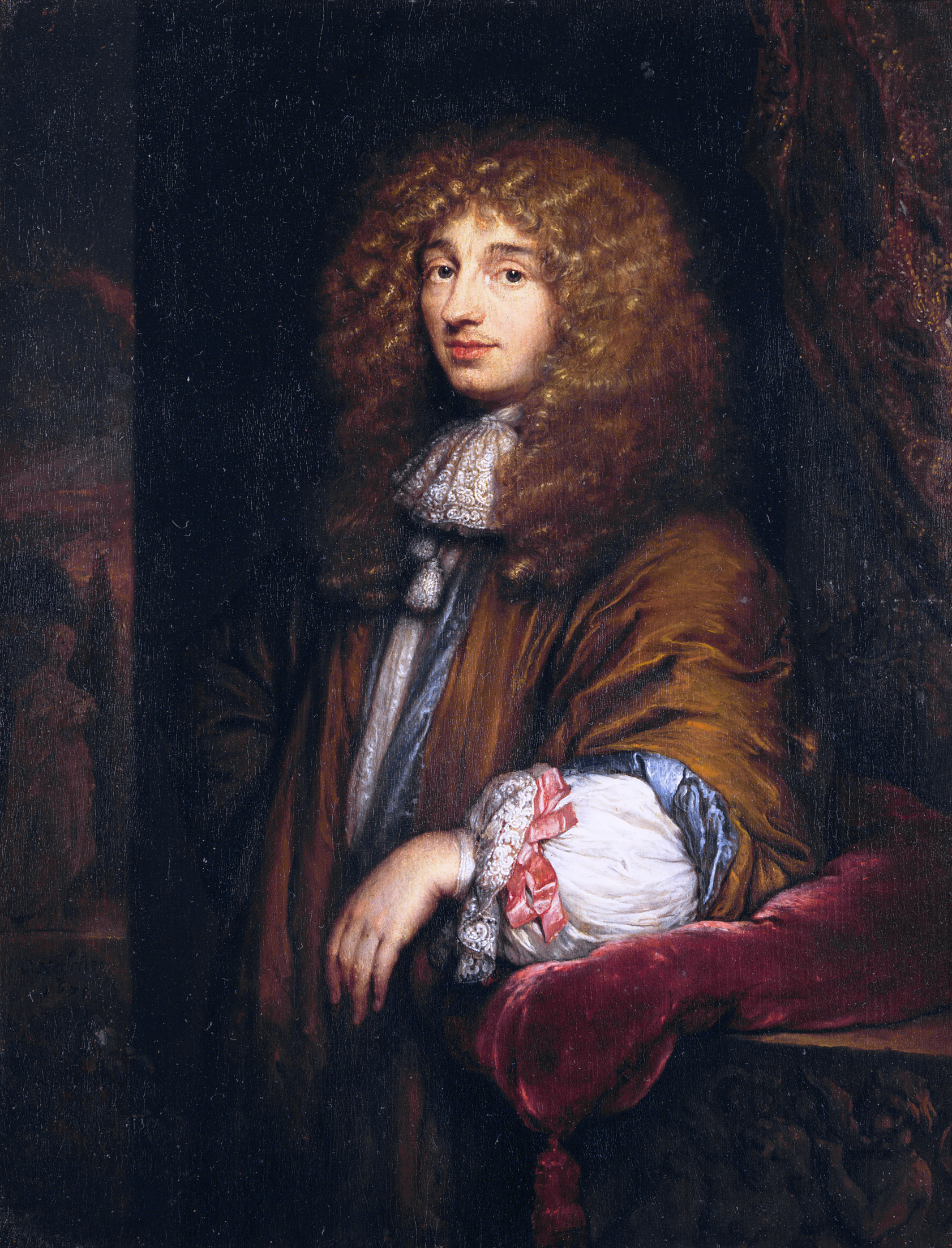
Christiaan Huygens.

Christiaan Huygens, född 14 april 1629 i Haag, död 8 juli 1695 i Haag, var en nederländsk vetenskapsman. Huygens konstruerade det första pendeluret och formulerade Huygens princip. Han var även den förste som publicerade ett arbete inom sannolikhetsteori.

## Studier
Genom sin far Constantijn Huygens lärde sig Christiaan känna många inflytelserika inom naturvetenskap till exempel René Descartes. Christiaan Huygens uppfostrades hemma av privatlärare tills han var 15 år gammal; Descartes hjälpte ofta till med att utbilda unge Christiaan i matematik. Från 1645 till 1647 studerade Huygens matematik och juridik vid universitetet i Leiden. Hans lärare var Frans van Schooten. Han fortsatte sedan sina studier vid kollegiet i Breda. År 1649 reste Huygens till Danmark, där han hade hoppats på att fortsätta till Sverige för att besöka Descartes. Tyvärr hindrades han av vädret från att fortsätta resan.

## Arbete
Huygens första publicerade arbeten var matematiska problem. År 1651 gjorde han ett arbete som visade felet i ett bevis för cirkelns kvadratur, det vill säga att med linjal och passare konstruera en kvadrat med samma area som en cirkel. Först på 1800-talet visades detta vara omöjligt. Huygens började intressera sig för teleskop och linser. År 1655 upptäckte han en av Saturnus månar (Titan) med en av sina egenslipade linser. Samma år besökte han Paris för första gången.
År 1656 upptäckte Huygens att Saturnus ringar inte alls var stillastående satelliter som Galileo Galilei trodde. Samma år tog han patent på pendeluret. Efter en uppmaning av Blaise Pascal skrev han 1657 en bok om sannolikhetsteorin, som är det första verk man känner till om ämnet.
År 1666 accepterade Huygens en inbjudan från Colbert att bli medlem av Académie royale des sciences. Senare samma år när han kom till Paris upptäckte han att akademin ännu inte organiserats.
År 1676 blev han sjuk och reste till hemstaden Haag där han stannade i två år. År 1678 reste han tillbaka till Paris där han förklarade och arbetade med ljusets brytning.
På grund av dålig hälsa återvände han för gott till Haag 1681. Dock gjorde han ett besök i England där han träffade bland andra Newton. Strax efter det besöket publicerade han ett arbete om ljusets vågnatur, vilket motsade Newtons partikelteorier. Han formulerade Huygens princip som säger att varje punkt på en vågfront är källan till en ny våg. Denna princip kan användas för att härleda formler och förklara fenomen som reflektion och refraktion inom optiken. Under sina sista levnadsår intresserade sig Huygens för frågan om utomjordiskt liv.

## Eftermäle
Asteroiden 2801 Huygens är uppkallad efter honom.
Nedslagskratern Huygens på planeten Mars är uppkallad efter honom.
Berget Mons Huygens på månen har fått sitt namn efter honom.
År 2005 landade en europeisk rymdsond med namnet Huygens på Saturnus måne Titan.